# 오타쿠톤
오타쿠톤은 캐나다의 애니메이션 컨벤션으로, 일본의 애니메이션, 일본 만화, 관련 비디오 게임 및 일본 팝 문화(음악, 영화, 텔레비전)를 홍보한다. 매년 8월의 주말에 3일 동안 몬트리올 시내에서 개최된다. 콘코디아 대학교의 애니메이션 클럽인 콘코디아 대학교 오타쿠 애니메이션(줄여서 오타쿠 애니메이션)이 시작한 비영리, 팬 주도의 애니메이션 컨벤션이다. "오타쿠톤"이라는 이름은 일본어 "오타쿠"와 "마라톤"의 혼성어이다. 오타쿠톤은 프로그램, 가면 무도회, 프로그램 책자를 두 가지 공용어(프랑스어와 영어)로 제공하여 이중 언어 행사가 되기 위해 노력한다. 오타쿠톤의 첫 행사는 2006년 6월 중순에 개최되었으나, 2007년부터는 8월 초중순/7월 말로 옮겨졌다. 가장 최근 행사인 오타쿠톤 2024는 2024년 8월 2일부터 4일까지 팔레 데 콩그레 드 몽레알에서 개최되었다.

## 프로그램
대부분의 다른 애니메이션 컨벤션과 마찬가지로 오타쿠톤은 광범위한 프로그램, 전시회 및 기타 이벤트를 제공한다. 오타쿠톤의 프로그램은 코스프레 이벤트, 가장 무도회, 판매상, 아티스트 구역, 패널 및 워크숍, 게임 쇼, 애니메이션 비디오 상영, 댄스, 가라오케 및 음악 콘서트로 구성된다. 2008년에는 사진 부스, 개러지 세일 및 만화 도서관이 새로 추가되었다.
- 미술: 아티스트 구역은 일러스트레이터, 화가, 작가 및 공예가가 자신의 예술품과 공예품을 전시하고 판매하는 예술가들의 시장이다. 별도의 미술관에서는 예술가들이 자신의 작품을 전시하고 경매할 수 있다.
- 코스프레 행사: 오타쿠톤은 오타쿠 스킷 쇼(Otaku Skit Show)라고 불리는 코스프레 스킷 콘테스트, 가장 무도회, 코스프레 체스 및 코스프레 RPG 배틀을 특징으로 한다. 많은 참가자들은 자신이 좋아하는 애니메이션, 만화 또는 비디오 게임 캐릭터로 코스튬을 입고 컨벤션의 대부분을 보낸다. 일부는 오타쿠 스킷 쇼, 가장 무도회(오타쿠톤의 가장 큰 행사 중 하나), 코스프레 체스 및 코스프레 RPG에 참여한다. 또한 참가자들이 코스튬을 입고 전문적으로 사진을 찍을 수 있는 사진 부스와, 참가자들이 코스프레를 한 자원봉사자들의 서비스를 받으며 일본식 스낵, 식사, 디저트 및 음료를 즐길 수 있는 코스프레 카페도 있다. 2014년에는 캐나다 코스플레이어들이 일본에서 열리는 이 국제 코스프레 행사에서 국가를 대표하기 위해 경쟁하고 자격을 얻는 세계 코스프레 서밋 캐나다 예선이 새로 추가되었다(역사 섹션 참조).[6]
- 게임: 오타쿠톤에는 주말 내내 비디오 게임 콘솔과 PC로 비디오 게임을 할 수 있는 넓은 방이 있으며, 승자전이 진행된다. 또한 매직 더 개더링과 같은 테이블톱 카드 트레이딩 게임과 카탄의 개척자와 같은 보드게임을 위한 테이블도 마련되어 있다.
- 상품: 컨벤션에는 소매업체와 전문 예술가 및 공예가가 부스를 차리고 애니메이션, 만화 및 비디오 게임 관련 상품을 판매하는 대규모 딜러 구역이 있다. 이곳은 컨벤션의 주요 명소 중 하나이다. 또한 참가자들이 중고 상품을 구매할 수 있는 개러지 세일 구역도 있다.
- 음악: 주말 내내 음악 공연이 펼쳐진다. 컨벤션에는 적어도 한 명의 음악 게스트가 출연하는 콘서트가 있다. 오타쿠톤은 또한 가라오케 룸을 갖추고 있으며, 오타쿠톤 아이돌 노래 경연 대회와 J-뮤직 인 모션 쇼를 개최한다.
- 패널 및 워크숍: 오타쿠톤은 거의 모든 컨벤션과 마찬가지로 다양한 애니메이션 시리즈, 만화 그리는 법, 성우, 일본 문화 및 기타 다양한 주제에 대한 패널과 워크숍을 진행한다. 귀빈들은 자신의 역할이나 직업에 대한 소식이나 이야기를 나누고 청중의 질문에 답하는 반면, 대부분의 패널과 워크숍은 귀빈보다는 팬들에 의해 진행된다.
- 토요일 밤 댄스: 토요일 밤에는 몬트리올 지역(때로는 게스트) 애니메이션 DJ가 주최하는 심야 댄스 파티가 있다.
- 비디오 상영: 컨벤션 기간 동안 프로젝터 스크린에 애니메이션 시리즈, 영화 및 OVA, 실사 J-드라마가 상영되는 많은 방이 있다. 팬이 만든 패러디 및 애니메이션 뮤직 비디오(AMV)와 같은 작품도 상영된다. 만화를 선호하는 사람들을 위해 오타쿠 애니메이션의 전체 만화 라이브러리 컬렉션이 참가자들이 빌려 읽을 수 있는 방이 있다.
- 기타 명소: 참가자들은 게스트를 만나 사인을 받거나, 수십 명의 참가자와 함께 주말 내내 애니메이션 테마의 오타쿠톤 불운 라이브 액션 롤플레잉(LARP) 게임에 참여할 수 있다. 또한 개막식 및 폐막식, 패션쇼, 일요일 아침 브런치, 트롤볼, 오타쿠톤 터너바우트, 애니메이션 미스터리 데이팅 게임, 애니메이션 이름 맞히기, 애니메이션 승, 패, 무승부, 인간 전함 게임, 유리카 카트, 돌페스트 활동과 같은 다양한 다른 게임, 이벤트, 쇼 및 콘테스트도 있다.

### 하위 행사
매년 오타쿠톤은 특정 열정을 중심으로 한 일련의 프로그램과 활동인 여러 하위 행사를 주최한다.
- 야오이톤: 패널, 상영, 워크숍 등의 이벤트를 통해 야오이, 쇼넨아이, 슬래시 관련 현상 및 관련 팬덤과 커뮤니티를 포함한 모든 야오이의 축제이다.[7]
- 유리톤: 패널 및 상영과 같은 이벤트를 통해 쇼조아이 및 펨슬래시를 포함한 백합과 관련된 모든 것을 기념하는 행사이다.[8]
- 돌페스트: 구체관절인형과 아시아 인형 모두를 기념하는 행사이다. 패널, 워크숍, 인형 가장 무도회, 스왑 미팅 등의 행사가 포함된다.[9]
- 하쿠레이 신사 축제: 동방페스트라고도 알려진 이 하위 행사는 동방 프로젝트 비디오 게임을 기념한다. 하쿠레이 신사 축제는 2013년에 처음 시작되었으며 패널, 코스프레 만남, 상영, 비디오 게임 토너먼트, 미술 및 상품 교환 등이 포함되어 있다.[10]
- 포케톤: 2014년과 2016년에 개최된 포켓몬스터 테마 하위 행사이다. 포케톤은 캐나다에서 처음으로 팬 주도로 진행된 포켓몬스터 테마 행사 시리즈였으며, 패널, 비디오 게임 토너먼트, 카드 게임 토너먼트, 퀴즈 대회, 코스프레 사진 촬영 등이 포함되었다. 또한 몬트리올 포켓몬 리그를 시작하는 데 도움을 주었다.[11]

### 세계 코스프레 서밋 캐나다 예선

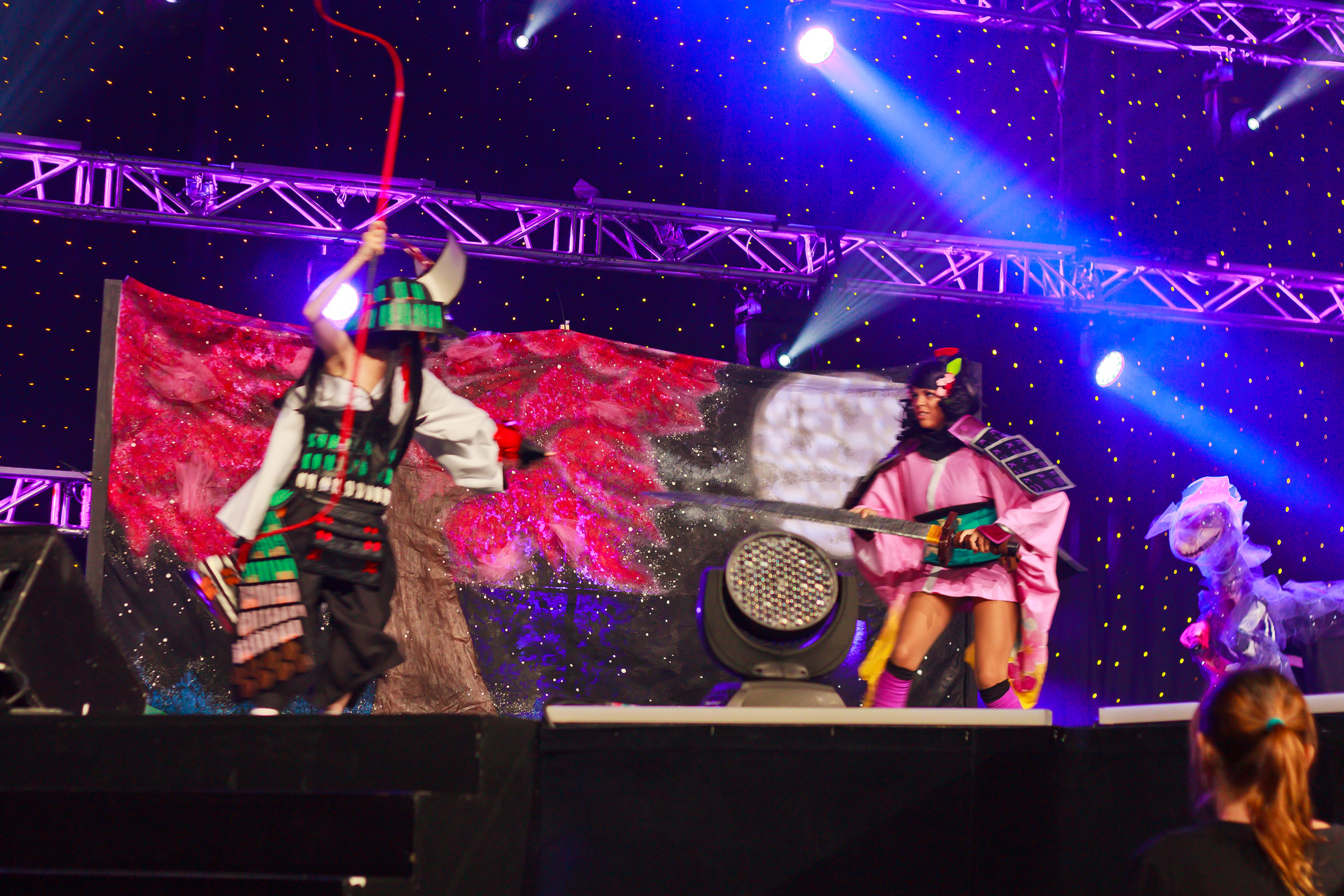
2014년 오타쿠톤 WCS 캐나다 예선에서 무대에서 공연하는 참가자들.

2014년, 세계 코스프레 서밋(WCS)은 캐나다가 2015년에 옵저버 국가로 이 국제 행사에 참여할 것이라고 발표했다. 오타쿠톤은 2014년부터 WCS의 캐나다 예선을 개최할 컨벤션으로 선정되었다. 오타쿠톤 2014 예선 우승자들은 WCS 2015 행사에 참여하기 위해 일본으로 갔지만, 코스프레 챔피언십에는 참가하지 않았다. 이것은 2003년부터 매년 열리고 있는 이 국제 행사에 캐나다 코스프레 대표단이 국가를 대표한 첫 번째 사례였다.
2016년부터 캐나다는 챔피언십에 참가하여 상을 받을 자격이 생겼다. 캐나다를 완전 참가국으로 대표할 팀을 선발하기 위한 예선은 오타쿠톤 2015에서 거의 1년 전에 개최되었다. 세계 코스프레 서밋은 일반적으로 7월 말에서 8월 초에 개최되며, 2016년 행사는 2016년 7월 30일 토요일부터 2016년 8월 7일 일요일까지 개최되었다. 2017년, 오타쿠톤의 예선은 금요일 저녁에서 일요일 정오로 옮겨졌으며, 쇼는 나고야에 있는 팀 캐나다 숙소로 실시간 중계되었다. 또한 그 해에는 코스프레 챔피언십이 특별 상영실에서 오타쿠톤 참가자들에게 실시간 중계되었다.

## 역사
오타쿠톤은 콘코디아 대학교의 오타쿠 애니메이션이 주최하고 조지 윌리엄스 경 캠퍼스의 헨리 F. 홀 빌딩에서 열린 연례 아니메톤 애니메이션 마라톤에서 발전했다. 애니메이션 마라톤은 수년에 걸쳐 하루 또는 이틀 동안 한 개 또는 여러 개의 상영실을 사용했으며, 보조 행사도 포함했다. 2005년, 아니메톤의 10회 행사는 오타쿠톤으로 이름이 변경되었다. 2006년, 오타쿠 애니메이션은 다른 지역 애니메이션 클럽 및 개인과 합류하여 연례 애니메이션 마라톤을 본격적인 컨벤션으로 발전시켰다.
2006년 행사에서는 컨벤션 회원이 무료였지만, 2007년부터는 입장료가 도입되었다. 유료 회원권을 위한 사전 등록 옵션이 있었고, 사전 등록한 참가자들은 금요일 오후에 도착하여 회원 배지를 받아 개장 시간에 모든 컨벤션 행사에 즉시 입장할 수 있었다. 가장 무도회와 J-pop 콘서트 입장은 회원권 요금에 포함되었다.
2007년 행사의 엄청난 성공으로 오타쿠톤은 2008년 여름에 콘코디아 대학교에서 훨씬 더 큰 팔레 데 콩그레 드 몽레알 컨벤션 센터로 장소를 옮겼다. 이를 통해 컨벤션은 수용 능력을 늘리고, 대학의 여러 층 대신 단일 층에 주요 명소를 집중시킬 수 있었으며, 기관이 부과하는 제약에서 벗어날 수 있었다. 같은 해, 오타쿠 애니메이션과 컨벤션을 관리하는 다른 애니메이션 클럽들은 오타쿠톤의 모 조직인 퀘벡 애니메이션 위원회를 결성했다.
2009년에는 많은 지방 외 귀빈들이 초대되면서 오타쿠톤은 지역 수준 컨벤션에서 국가 수준으로 격상되었다. 2010년에는 사전 등록한 참가자들을 위한 목요일 저녁 배지 수령 옵션이 도입되어 금요일의 긴 줄을 완화하고 금요일 오후 문이 열릴 때 컨벤션 구역에 즉시 입장할 수 있도록 했다. 해마다 오타쿠톤은 매년 점진적인 성장에 따라 컨벤션 센터의 더 많은 회의 공간과 복도를 차지했다. 2008년에는 5층과 7층의 절반 미만이 예약되었지만, 2010년에는 이 층들의 거의 80%와 2층의 주요 전시실(등록용)이 컨벤션을 위해 개방되었다. 2017년에는 등록이 1층으로 옮겨져 2층의 전시 홀 확장 공간을 확보했다. 컨벤션이 강력한 성장률을 유지함에 따라 전시 및 회의 공간 확장은 앞으로도 계속될 것으로 예상된다. 2014년 퀘벡 애니메이션 위원회는 오타쿠톤 문화 협회가 되었으며 오늘날까지 컨벤션을 계속 관리하고 있다.
2018년, 오타쿠톤은 프리미엄 배지라는 VIP 패스를 제공하기 시작했다. 컨벤션 사전 등록 참가자들을 위한 배지 우편 발송 옵션도 도입되었다.
오타쿠톤은 몬트리올에 상대적으로 상당한 경제적 영향을 미치며, 같은 장소에서 개최되는 다른 비슷한 규모의 국가 수준 컨벤션과 비교된다. 2011년, 컨벤션은 도시에서 약 2,137,157달러의 경제적 파급 효과를 창출했으며, 2010년에는 약 1,606,076달러를 창출했다.
2020년, 오타쿠톤은 진행 중인 코로나19 범유행에 대한 우려로 인해 처음으로 취소되었다.
2023년까지 오타쿠톤은 참가자 수 기준으로 토론토의 애니메 노스를 제치고 캐나다 최대의 애니메이션 컨벤션이 되었다. 애니메 노스는 참가자/티켓 판매 수가 제한되어 있지만 오타쿠톤은 그렇지 않다.

### 행사 역사
| 날짜                    | 장소                                     | 위치             | 참가자 수 | 게스트 | 비고 |
| ----------------------- | ---------------------------------------- | ---------------- | --------- | --- | --- |
| 2006년 6월 10일–11일    | 콘코디아 대학교, 조지 윌리엄스 경 캠퍼스 | 몬트리올, 퀘벡주 | 1,872     | 박스드 라이스 프로덕션, 조아니 뒤베-르블랑, 맷 힐, 이루란, 지젤 라가스, 델핀 레베스크 드메르, 크리스토퍼 맥도널드, 사라 E. 메이휴, 클로드 J. 펠레티어, 엠루 타운젠드, 스코시 요시, 타무 타운젠드. | 첫 회. 무료 입장.                                                                                               |
| 2007년 8월 4일–5일      | 콘코디아 대학교, 조지 윌리엄스 경 캠퍼스 | 몬트리올, 퀘벡주 | 1,946     | 더 404s, 아라시 다이코, 박스드 라이스 프로덕션, 시르코프스키, 이루란, 크리스토퍼 맥도널드, 레스 메이저, 던 "카이주걸" 맥케크니, 팀 파크, 클로드 J. 펠레티어, 스콧 램수메어, 뤼시엥 솔방, 마크 스프래그, 맨디 세인트 진, 스코시 요시, 비너스 터조. | 개최 월이 6월에서 8월로 변경. 유료 입장이 시작된 첫 해.                                                         |
| 2008년 7월 26일–27일    | 팔레 데 콩그레 드 몽레알                 | 몬트리올, 퀘벡주 | 3,250     | 더 404s, 마랄 "사카스마이메" 아그네리안, 데이비드 코아치, 디스오더, 시르코프스키, D.S. 개논, 티파니 그랜트, 맷 그린필드, 지젤 라가스, 델핀 레베스크 드메르, 레스 메이저, 던 "카이주걸" 맥케크니, 팀 파크, 클로드 J. 펠레티어, 뤼시엥 솔방, 스파이크 스펜서, 마크 스프래그, 맨디 세인트 진, 온타리오 아니메 소사이어티. | 개최 월이 8월에서 7월로 변경. 장소가 대학에서 컨벤션 센터로 변경.                                               |
| 2009년 7월 31일–8월 2일 | 팔레 데 콩그레 드 몽레알                 | 몬트리올, 퀘벡주 | 5,500     | 조니 용 보시, 스테퍼니 셰이, 케빈 맥키버, 피크민 링크, 아테나왈츠, 더 404s, 클로드 J. 펠레티어, 던 "카이주걸" 맥케크니, 세바스티앙 "시르코프스키" 프레셰트 (미스 다이너마이트), 마랄 "사카스마이메" 아그네리안. | 컨벤션 기간이 2일에서 2.5일로 증가.                                                                             |
| 2010년 8월 13일–15일    | 팔레 데 콩그레 드 몽레알                 | 몬트리올, 퀘벡주 | 7,310     | 더 404s, 마랄 "사카스마이메" 아그네리안, 데이비드 코아치, 라 드수자, 에런 디스뮤크, 퀸튼 플린, 세바스티앙 "시르코프스키" 프레셰트 (미스 다이너마이트), D.S. 개논, 케이틀린 글래스, 제이콥 그레이디, 모하마드 "호크" 하크, 히메카, 이루란, 교와 퀘벡, 스튜 레비, 조엘렌 "릴리잔드라" 엘람, 사라 E. 메이휴, 던 "카이주걸" 맥케크니 (취소됨), 스콧 A. 멜저, 빅 미뇨나, 아난스 파나가리야, 클로드 J. 펠레티어, A.E. 프레보스트, 라이언 소머, 마크 스프래그, 유메 미라이. | 개최 월이 7월에서 8월로 변경. 사전 등록 참가자를 위한 목요일 저녁 배지 수령이 시작된 첫 해.                     |
| 2011년 8월 12일–14일    | 팔레 데 콩그레 드 몽레알                 | 몬트리올, 퀘벡주 | 9,520     | 모모이 하루코, 더 404s, 프라임 헌터 아카데미, 마랄 "사카스마이메" 아그네리안, 에릭 알라드, 데이비드 코아치, 릿 스트리트 보이스, 라 드수자, 크리스핀 프리먼, 메일리 플래너건, 세바스티앙 "시르코프스키" 프레셰트 (미스 다이너마이트), 멜 고셀린, 뮤즈베이스먼트, 제이콥 그레이디, 야야 한, 칼 커슐, 던 "카이주걸" 맥케크니, 스콧 멜저, 유메 미라이, 드림 팟 9, 교와 퀘벡, 라이언 소머, 로빈 세바키스, 마크 스프래그. | |
| 2012년 8월 3일–5일      | 팔레 데 콩그레 드 몽레알                 | 몬트리올, 퀘벡주 | 11,000    | 더 404s, 아델라, 아라시 다이코, 멜 고셀린, 교와 퀘벡, 유리 로언솔, 스콧 맥닐, 매튜 마이어스, 타라 플랫, J. 마이클 테이텀 (취소됨), 오미 토모에, 알미라 고시엥피아오, 에릭 알라드, 프라임 헌터 아카데미 (ACP), 뮤즈베이스먼트, 이제인 추앙, 오케스트르 드 죄 비디오 (OJV), 코마치 몬트리올, 아라시 다이코, 다이토 류 코류칸, 시도칸 검도 및 이아이도 클럽, 펑 황 우슈 클럽, 요카이 프로젝트, 티리엘, 다니엘 프루, 드림 팟 9, 햄릿 머신, 아나스타샤, 벨라도나, 프로즌 윙스, 모비돌즈. | 참가자 수 10,000명 돌파.                                                                                        |
| 2013년 8월 16일–18일    | 팔레 데 콩그레 드 몽레알                 | 몬트리올, 퀘벡주 | 13,357    | 더 404s, 아나스타샤, 하마모토 류스케, 나디아 "나디아SK" 바이아르디, 에미레인, 엔 마스, D.S. 개논, 브누아 고드부, 멜 고셀린, 제이콥 그레이디, 교와 퀘벡, 로케스트르 드 죄 비디오, 미셸 라콤브, 문 스트림, 매튜 마이어스, A.E. 프레보스트, 모니카 라이얼, 데이비드 빈센트 (성우), J. 마이클 테이텀, 베로니카 테일러, 요카이 프로젝트. | |
| 2014년 8월 22일–24일    | 팔레 데 콩그레 드 몽레알                 | 몬트리올, 퀘벡주 | 17,661    | 더 404s, 셸리 컬린블랙, 다이토 류 코류칸, 펑 황 우슈 클럽, 멜 고셀린, 제이콥 그레이디, 이시카와 유이, 코마치 몬트리올, 미셸 라콤브, 오자키 마사유키, 라즈 라마야, 아르니 로스, 시도칸 검도 및 이아이도 클럽, 제프 심슨, 스파이크 스펜서, 우에마쓰 노부오, 브렛 위버, E. K. 위버, 요카이 프로젝트, 어 뉴 월드 (파이널 판타지 음악). | 세계 코스프레 서밋 캐나다 예선이 오타쿠톤에 도착. 스파이크 스펜서가 컨벤션에 재초대된 첫 번째 주요 게스트가 됨. |
| 2015년 8월 7일–9일      | 팔레 데 콩그레 드 몽레알                 | 몬트리올, 퀘벡주 | 20,210    | FLOW, 안젤라, 콜린 클링컨비어드, 패트릭 델라한티, 르샨 토마스, 캐롤 티볼, 엘피, 오카게오, 니키타, 코야마 리키야, 오쿠나리 요스케, 토드 하버콘, 웬디 리, 멜 고셀린, 제프 심슨, 벤 로, 제이드 "치라" 아이트-카시, 크리스토퍼 맥도널드, 토니 발렌테, 유어 페이보릿 에너미즈, 오케스트르 드 죄 비디오, 르케스트르 포르타블 드 죄 비디오 (OPJV), 더 404s, 코마치 몬트리올, 다이토 류 코류칸, 시도칸 검도 및 이아이도 클럽, 펑 황 우슈 클럽, 이나즈마 다이코, 크런치롤, 퍼니메이션 엔터테인먼트, 애니플렉스, VIZ 미디어, 노테이션, 토마스 라마르, 마틴 피카드, 버나드 페롱.                    | 컨벤션 기간이 2.5일에서 3일로 증가. 목요일 배지 수령이 더 일찍 시작. 참가자 수 20,000명 돌파.                   |
| 2016년 8월 5일–7일      | 팔레 데 콩그레 드 몽레알                 | 몬트리올, 퀘벡주 | 21,315    | 백온, 다나카 아츠코, 오바타 다케시, 다네무라 아리나, 미야케 마사노리, 이노우에 타카미츠, 캐런 스트래스먼, 에릭 스튜어트, 샘 빈센트, 크리스 캐슨, 비르찬 푸, 제즈, 멜 고셀린, 아미야 크로니클즈, 제이드 "치라" 아이트-카시, 요하네스 헬게손, 주들즈, 이코, 아키데레스트, 디 애니메 맨, 미스티 크로넥시아, 노블 로스트 포즈, 더 404s, 아라시 다이코, 오케스트르 드 죄 비디오, 르케스트르 포르타블 드 죄 비디오 (OPJV), 포니 캐년, 크런치롤, 퍼니메이션 엔터테인먼트, 세카이 프로젝트, IA -ARIA ON THE PLANETES-, 반다이 남코 엔터테인먼트 아메리카, 키키 젠킨스, 에밀리 윌리스, 앤 울랜드. | 오타쿠톤 아이돌과 세계 코스프레 서밋 캐나다 예선이 요일을 바꾸어 전자는 금요일에, 후자는 일요일에 진행.         |
| 2017년 8월 4일–6일      | 팔레 데 콩그레 드 몽레알                 | 몬트리올, 퀘벡주 | 22,065    | 맨 위드 어 미션, IA -ARIA ON THE PLANETES-, 아라시 다이코, 르케스트르 드 죄 비디오 (OJV), 미스티 크로넥시아, 더 404s, 케빈 코널리, 다이토 류 코류칸, 데즈, 카라 에벌리, 멜 고셀린, 윈도프더스타스, 카와스미 아야코, 코마치 몬트리올, 셰러미 리, 아만다 C. 밀러, 어 뉴 월드 (파이널 판타지 음악), 트윈 코스프레. | 등록이 1층으로 이동. 3일 내내 유료 콘서트를 개최한 첫 해.                                                       |
| 2018년 8월 3일–5일      | 팔레 데 콩그레 드 몽레알                 | 몬트리올, 퀘벡주 | 23,226    | 더 404s, 캡콤 라이브, fhána, Lia, 니시자와 시에나, 메이드림인, 대니 추, 제이콥 그레이디, 카일 에이베어, 키하라 히로카츠, 코마치 몬트리올, 로런 랜다, 에리카 멘데스, 에리카 슈로더, 이안 싱클레어. | 프리미엄 배지 제공 시작. 사전 등록 참가자를 위한 배지 우편 발송 옵션 사용 가능.                                 |
| 2019년 8월 16일–18일    | 팔레 데 콩그레 드 몽레알                 | 몬트리올, 퀘벡주 | 25,533    | [ 42 ] | |
| 2020년 8월 15일–16일    | 온라인                                   | 몬트리올, 퀘벡주 | 해당 없음 | 온라인으로 전환. 이 행사는 원래 2020년 8월 14일-15일 팔레 데 콩그레 드 몽레알에서 개최될 예정이었다. | 코로나19 범유행으로 인해 온라인으로 전환                                                                        |
| 2021년 8월 20일–22일    | 온라인                                   | 몬트리올, 퀘벡주 | 해당 없음 | 온라인으로 전환. 이 행사는 원래 2021년 8월 6일-8일 팔레 데 콩그레 드 몽레알에서 개최될 예정이었다. | 코로나19 범유행으로 인해 온라인으로 전환                                                                        |
| 2022년 8월 5일–7일      | 팔레 데 콩그레 드 몽레알                 | 몬트리올, 퀘벡주 | 29,409    | [ 46 ] | 코로나19 범유행으로 인한 2년간의 중단 후 오프라인 행사로 복귀                                                   |
| 2023년 8월 11일–13일    | 팔레 데 콩그레 드 몽레알                 | 몬트리올, 퀘벡주 | 35,309    | [ 47 ] | 참가자 수가 애니메 노스를 넘어 캐나다 최대의 애니메이션 컨벤션이 된 첫 해.                                      |
| 2024년 8월 2일–4일      | 팔레 데 콩그레 드 몽레알                 | 몬트리올, 퀘벡주 | 36,280    | | |
| 2025년 8월 8일–10일     | 팔레 데 콩그레 드 몽레알                 | 몬트리올, 퀘벡주 |           | | |

## 다른 행사

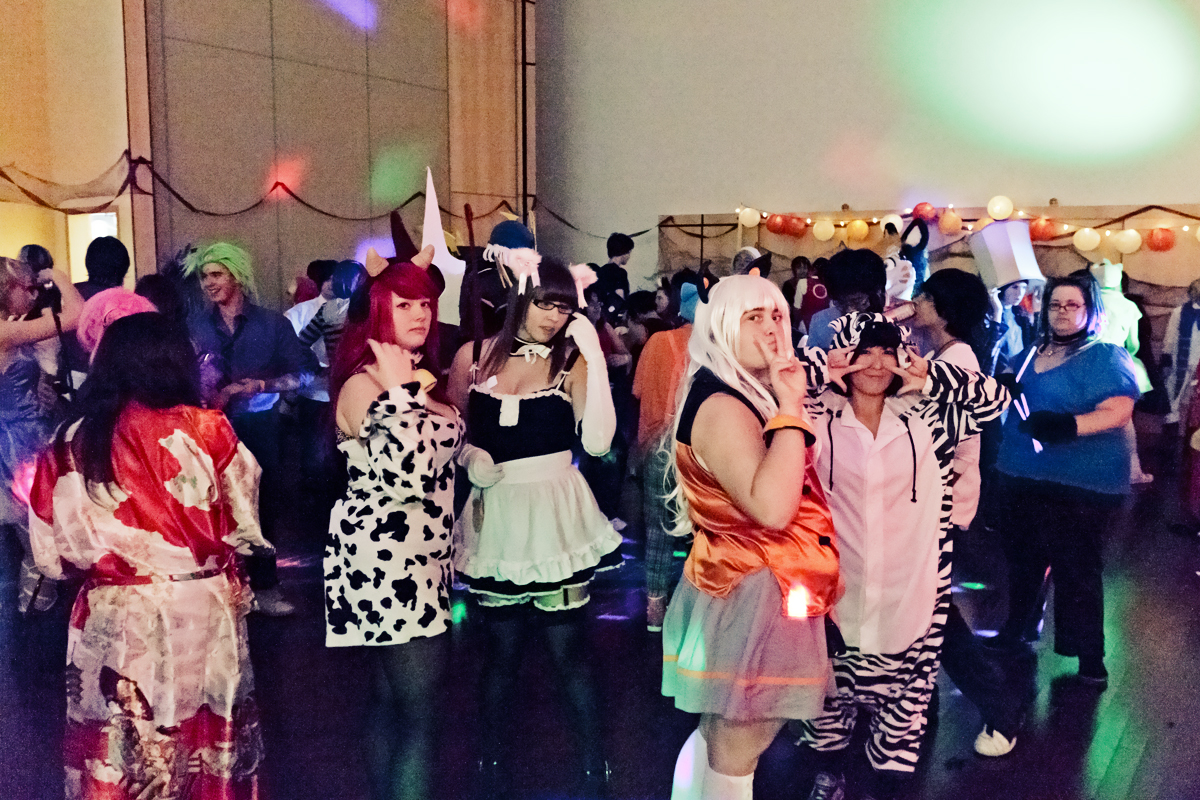
2011년 할로윈 파티의 댄스 플로어에 있는 참가자들

오타쿠톤의 스태프와 자원봉사자들은 매년 열리는 주요 컨벤션 외에도 몬트리올에서 다른 행사들을 조직한다. 대부분의 컨벤션 스태프와 자원봉사자들이 이 행사들에 참석한다.
- 2008년부터 오타쿠톤은 매년 할로윈 전 토요일에 연례 할로윈 파티를 개최한다. 이 파티는 몬트리올 코믹콘을 제치고 오타쿠톤 다음으로 몬트리올에서 두 번째로 큰 코스프레 행사이며, 라 그랑 마스케라드 다음으로 할로윈에 열리는 두 번째로 큰 코스튬 행사이다. 오타쿠톤 할로윈 파티는 참석자 증가에 따라 매년 장소를 변경했다.
  - 오타쿠톤 할로윈 파티 2008은 퀘벡 몬트리올 대학교의 과학 중심 건물에서 개최되었다.
  - 2009년 파티는 차이나타운 홀리데이 인 셀렉트 호텔에서 개최되었다. 이 행사는 매진되어 참석자들이 입구에서 거절당했으며, 일부는 멀리서 왔다. 사람들이 떠나면서 새로운 티켓이 판매되었고, 거절당했던 사람들 중 일부는 다시 돌아와 파티에 입장할 수 있었다. 이로 인해 주최측은 다음 해 할로윈 파티를 위해 훨씬 더 큰 장소를 찾아야 했다.
  - 2010년 파티는 2009년 장소보다 훨씬 큰 르스페이스 레위니옹 리셉션 홀에서 개최되었다. 새로운 기능으로는 기술 게임과 음식 서비스 구역이 포함되었다.
  - 2011년 파티는 우트르몽의 세대 간 커뮤니티 센터에서 개최되었다. 더 많은 숙련된 게임과 더 큰 음식 서비스 구역이 특징이었다. 그러나 사진 부스는 설치되지 않았다.
  - 2012년 파티는 동일한 우트르몽 커뮤니티 센터에서 사소한 변경 및 추가 사항과 함께 다시 개최되었다. 할로윈 테마의 넓은 그림 배경이 오픈 사진 촬영을 위해 제공되었다.
  - 2013년, 파티는 더 큰 장소인 장-클로드 말레파르 센터로 옮겨졌으며 사소한 변경 및 추가 사항이 있었다.
  - 2014년 파티에도 동일한 장소가 사용되었다.
  - 2015년 파티는 오타쿠톤 할로윈 파티를 운영하는 데 필요한 일정, 예산 및 물류 요구 사항을 충족하는 장소를 확보할 수 없었기 때문에 개최되지 않았다.[49]
- 2012년 2월, 오타쿠톤은 만화 무도회를 주최했다.[50] 퀘벡 국립도서관 및 기록보관소의 그랑드 비블리오테크에서 개최된 이 볼룸 유형의 댄스 행사는 몬트리올 시내 전체 행사 뉘 블랑쉬와 동시에 열렸다.

또한, 그들은 매년 5월 캐나다에서 두 번째로 큰 애니메이션 컨벤션인 토론토의 애니메 노스(AN)로의 연례 여행 보관됨 2018-01-22 - 웨이백 머신를 조직한다. 여행 그룹은 오타쿠톤 참석자뿐만 아니라 누구에게나 열려 있다. 이 여행에 배정된 오타쿠톤 스태프와 자원봉사자들은 중개자 역할을 하며, 여행자로부터 여행 가입 및 여행 비용을 받아 전세 버스 예약, 호텔 방 예약 및 컨벤션 단체 등록에 사용한다. 몬트리올에서 온 이 여행 그룹은 애니메 노스에서 약 50명으로 가장 큰 단일 단체 등록이다. 오타쿠톤의 연례 애니메 노스 여행은 몬트리올 사람들이 여행의 모든 세부 사항을 파악하거나, 호텔 방 예약을 위해 경쟁하거나, 애니메 노스의 단체 요건을 충족할 만큼 충분히 큰 그룹을 모으거나, 버스나 기차를 선택한 경우 시내 외곽에 있는 컨벤션 지역까지의 여정을 결정하는 번거로움 없이 AN에 참석할 수 있는 비용 효율적이고 중앙에서 관리되는 기회를 제공한다. (자동차 여행자는 컨벤션으로 직접 운전할 수 있으며, 항공 여행자는 컨벤션 옆에 있는 토론토 피어슨 국제공항에 착륙할 수 있다.) 여행 가입은 보통 매년 1월에 시작된다.

## 마스코트

오타쿠톤의 마스코트 유리카

유리카(오른쪽 그림)는 오타쿠톤의 마스코트 역할을 하는 가상의 파란 머리 십대 소녀이다. 그녀는 오타쿠톤 소책자, 배지, 웹사이트, 의류 및 기타 웨어러블에 여러 형태로 나타난다. 그녀는 원래 지역 예술가인 제시 롱(Jessie Rong)에 의해 컨벤션을 위해 만들어졌다. 유리카는 수년에 걸쳐 다양한 예술가들에 의해 그려졌으며 마스코트 콘테스트도 한때 개최되었다. 베로니크 티보(Véronique Thibault), 이인 류(Yinyin Liu), 셰릴 초(Sharyl Chow), 메리엠 바니니(Meryem Bahnini)는 오타쿠톤 2010 프로그램 책자에서 마스코트의 다른 버전을 만들었다고 언급되었다. 2011년에는 유리카의 오빠 야츠미, 사촌 유키, 친구 유미가 합류했다.

## 몬트리올의 지난 애니메이션 컨벤션
오타쿠톤 외에도 몬트리올에서 두 개의 다른 애니메이션 컨벤션이 개최되었다. 다음과 같다:
- 몬트리올 아니메 엑스포, 몬트리올 최초의 애니메이션 컨벤션.[53] 토론토의 하비 스타 마케팅(HSM)이 주최했으며, 2003년 11월 14일-16일 팔레 데 콩그레 드 몽레알에서 개최되었다. 귀빈으로는 스콧 맥닐, 커비 모로우, 크리스 사바트 및 브래드 스웨일이 있었다. 몬트리올 아니메 엑스포는 다시 개최되지 않았으며, 몬트리올에는 2003년과 2006년 사이에 애니메이션 컨벤션이 없었다.
- 다이콘, 2010년 7월 3일 홀리데이 인 몬트리올 미드타운에서 개최된 하루짜리 애니메이션 컨벤션.[54] 귀빈은 린다 하틀리였으며, 수익금의 일부는 몬트리올 어린이 병원 재단에 기부되었다. 이 컨벤션도 다시 개최되지 않았다.

## 같이 보기
- 몬트리올 코믹콘, 몬트리올의 코믹콘
- 애니메 노스, 캐나다에서 두 번째로 큰 애니메이션 컨벤션